# آرنولد إيريت
كان آرنويد إيريت (29 يوليو 1866- 10 أكتوبر 1922) أخصائيًا ألمانيًا بالمداواة الطبيعية، ومدرس طب بديل، ومنكرًا لنظرية الجراثيم، اشتُهر بتطوير نظام الشفاء الغذائي الخالي من المخاط. ألف إيريت آرنولد كتبًا ومقالات عن الحمية الغذائية وإزالة السموم والثمرية والصوم ومركبات الطعام والصحة وطول العمر والمداواة الطبيعية والثقافة البدنية والمذهب الحيوي.
على عكس العلوم الطبية التي تؤكد أن خلايا الدم البيضاء مكونات مهمة في جهاز المناعة، يعتقد إيريت أن خلايا الدم البيضاء تنتج عن استهلاك الأطعمة المكونة للمخاط، وكمواد النفايات، تسمم الدم. أفكاره حول النظام الغذائي والمرض ليس لها أساس علمي وقد انتقدها خبراء طبيون على أنها أفكار خطيرة.

## حياته
وُلد إيريت في 1866 في سانت جورجين (الغابة السوداء)، بشوارزفالد في بادن بالقرب من فرايبورغ جنوب ألمانيا.
كان إيريت مهتمًا بالفيزياء والكيمياء والرسم والتصوير. في 1887، بعمر الحادية والعشرين، تخرج بصفة أستاذ في الرسم في كلية في بادن. بعد الدراسة في فرانكفورت، درّس في مدرسة تقنية هناك لمدة 15 عامًا. سُرح إيريت من الجيش بعد تسعة أشهر بسبب مرض في القلب. في تسعينيات القرن التاسع عشر، تدهورت صحته واهتم بالمداواة الطبيعية. زار مصحة سيباستيان كنيب للعلاج بالمياه في باد فوريسهوفن. اعتنق الصوم واتبع نظامًا غذائيًا يتكون أساسًا من الفاكهة. أسس مصحة في سويسرا واستخدم نظامه الغذائي لعلاج الناس. انتقل إلى الولايات المتحدة في 1914 وحضر معرض بنما والمحيط الهادئ الدولي في 1915. افتتح مكتبًا في لوس أنجلس للترويج لأفكاره.
عندما كان إيريت شابًا، يُزعم أنه شُخص بمرض برايت والذي عالجه بنظامه الغذائي الخالي من المخاط ولكن لا يوجد دليل موثوق يؤكد ذلك (مرض برايت التهاب في الكلى). في حياته اللاحقة، أقنع إيريت نفسه بأنه يمتلك قوى وسيط روحاني. حضر جلسات تحضير روحاني وصرح بأنه تواصل مع روح والده الراحل.
طور إيريت مليّن الأمعاء إنركلين وسوق له. في ثلاثينيات القرن الماضي، فُحص المُنتج وتبين أنه زائف (انظر قسم النقد).
يُزعم أن معظم حياة إيريت المبكرة قد وُثقت على يد أنيتا باور، وهي وسيطة روحانية. كتبت باور آرنولد إيريت قصة حياتي في 1980 بعد ادعائها أن شبح إيريت زارها. شك المؤرخون في أن الكتاب كان مجرد «خيال بشع».
في التاسع من أكتوبر 1922، سقط إيريت بينما كان يمشي في الشارع وأصيب إصابه قاتلة في الرأس.

## آراؤه حول الصحة البشرية

### المرض
ادعى إيريت أن الأطعمة التي تشكل الصديد والمخاط هي سبب أمراض الإنسان، وأن الأطعمة «الخالية من المواد اللزجة» مفتاح صحة الإنسان، وأن «الصيام (التقليل من الطعام ببساطة) هو طريقة الطبيعة القادرة على تطهير الجسم من آثار الأكل الخاطئ والمفرط».